# Imperialismo (Hobson)
Imperialism: A Study ("Imperialismo: un estudio") es el título de un discurso político-económico escrito por John A. Hobson en 1902.
Esencialmente reclamaba que la expansión imperial es impulsada por una búsqueda de nuevos mercados y oportunidades de inversión en ultramar — la "raíz primaria del imperialismo" no se encuentra en el orgullo nacionalísta, sino en la oligarquía industrial. Hobson argumentaba que el imperialismo es innecesario e inmoral; viendo al imperialismo como el resultado de la mala repartición de la riqueza en una sociedad capitalista que creó un deseo de acrecentar los mercados en busca de alguna ganancia.
Este trabajo le ganó a Hobson una reputación internacional. Influenció a pensadores como Bujarin, Lenin y Hannah Arendt.
- Datos: Q5552559